# ABU TV Song Festival 2016
L'ABU TV Song Festival 2016 è stata la quinta edizione dell'ABU TV Song Festival. la manifestazione non competitiva si è svolta al Bali Nusa Dua Convention Centre di Bali in Indonesia, il 22 ottobre 2016.

## Posizione e organizzazione
il 24 marzo 2016 l'Asia-Pacific Broadcasting Union (ABU) ha annunciato che la città ospitante sarebbe stata Bali in Indonesia e sarebbe stato organizzato da Radio Republik Indonesia (RRI) e da TVRI. Il logo è stato rivelato il 17 Maggio 2016. da RRI.

### Calendario
l'Asia-Pacific Broadcasting Union ha pubblicato un calendario con i bettagli dell'organizzazione dell'evento:
- Marzo: attività di preparazione
- Metà Aprile: conferma delle richieste di partecipazione
- Metà Maggio: termine per la conferma e pagamento all'ABU
- Fine Giugno: conferma dei cantanti e delle canzoni
- Agosto-Settembre: Le emittenti forniscono materiale (video, registrazioni, informazioni sull'artista)
- Ottobre: l'evento ha luogo

## Format
Lo scopo della manifestazione è promuovere la musica pop dei vari paesi con cantanti di spicco provenienti dai vari paesi partecipanti, in un contesto non-competitivo. il Format assomiglia all'Eurovision Song Contest, senza però la votazione.

## Partecipanti
Hanno partecipato 12 Paesi. Ha debuttato la Tunisia mentre Cina e Sri Lanka sono tornati a partecipare. India, Malaysia e Turchia si sono ritirati.
| N° | Stato         | Artista           | Canzone                        | Lingua            |
| -- | ------------- | ----------------- | ------------------------------ | ----------------- |
| 01 | Cina          | Mo Siman          | "The Love from Heaven"         | Cinese Mandarino  |
| 02 | Vietnam       | Nguyen Thi Pha Le | "Ao Em Lua La"                 | Vietnamita        |
| 03 | Maldive       | Laisa Junaid      | "Magey Rah"                    | Lingua maldiviana |
| 04 | Tunisia       | Lotfi Bouchnek    | "Mohammed"                     | Inglese, Arabo    |
| 05 | Afghanistan   | Seeta Qasemie     | "Melody Of Love"               | Inglese, Pashto   |
| 06 | Macao         | Queena            | "Aylan"                        | Cinese Mandarino  |
| 07 | Kazakistan    | Ayree             | "Keep Silence"                 | Kazako            |
| 08 | Hong Kong     | Kayee Tam         | "Puppet"                       | Cantonese         |
| 09 | Sri Lanka     | Shehara Liyanage  | "Something 'bout You and I"    | Inglese           |
| 10 | Giappone      | Kyary Pamyu Pamyu | "Fashion Monster" - "Sai & Co" | Giapponese        |
| 11 | Corea del Sud | Ailee             | "Singing Got Better"           | Coreano           |
| 12 | Indonesia     | Novita Dewi       | "Terbang"                      | Indonesiano       |

## Stati non partecipanti
- India - il 31 Luglio l'Asia-Pacific Broadcasting Union ha annunciato che lo stato si ritira dalla manifestazione[6]
- Malaysia  -  il 31 Luglio l'Asia-Pacific Broadcasting Union ha annunciato che lo stato si ritira dalla manifestazione[6]
- Mongolia - dopo aver deciso la cantante[6],  il 13 Ottobre la Mongolian National Broadcaster (MNB) ha cambiato idea sulla partecipazione alla manifestazione[7]
- Birmania - il 2 giugno 2016 Myanmar Radio and Television (MRTV) ha annunciato che il paese non aveva intenzione a partecipare all'evento
- Thailandia - il 19 Ottobre 2016 la Thai Public Broadcasting Service ha riferito di aver cambiato idea riguardo alla partecipazione all'evento, dopo aver selezionato Sinchareon Brothers Band con la canzone "Dao Laum Deuan", ha deciso di ritrarsi[8]
- Vanuatu - il 1º maggio 2016 l'emittente Vanuatu Broadcasting and Television Corporation (VBTC) ha annunciato che lo stato non avrebbe debuttatto all'edizione 2016.[9]

I seguenti pesi che hanno preso parte ad edizioni precedenti, non hanno partecipato:
- Australia
- Brunei
- Iran

- Kirghizistan
- Singapore